# Consuelo Jiménez de Cisneros
Consuelo Jiménez de Cisneros y Baudin (Alicante, 24 de mayo de 1956; Lugo, 3 de agosto de 2024) fue una escritora, poetisa, investigadora y catedrática de enseñanza media en la especialidad de lengua española.

## Biografía

### Infancia y juventud
Consuelo nació en el seno de una familia que le permitió nutrirse de un amplio panorama cultural. Su abuelo paterno fue el geólogo y catedrático Daniel Jiménez de Cisneros y Hervás, y su padre el abogado y escritor Miguel Jiménez de Cisneros y Goicoechea.
Por parte materna, su abuelo Federico Baudin Ruiz fue magistrado y Presidente de la Audiencia de Pamplona. 
En este ambiente desarrolló el gusto por el estudio y su sensibilidad creativa. Recibió formación musical en el Conservatorio de Música Óscar Esplá de Alicante y desde muy joven sintió la necesidad de escribir. Comenzó su formación académica en el Colegio de las Teresianas de Alicante y siendo todavía alumna, su trabajo fue distinguido con el Premio Lasser de Cuento Navideño Radiofónico de esta ciudad. Pronto se sucedieron las menciones y los premios que le sirvieron de estímulo para seguir proyectándose en este ámbito profesional. De este modo, en 1970 se alza con el I Premio Nacional de Poesía Joven con su poema Silva al Mar y en 1972, obtuvo el segundo premio de prosa en el VII Concurso Nacional Literario para la juventud con El ciego. En los años siguientes, fue galardonada con Tercer Premio de Cuento, en la II Semana Internacional de Cine Naval de Cartagena, el Premio de Ensayo sobre Azorín otorgado por el CEU, el Premio Relatos de ciencia ficción (1974) de la Editorial Marte, celebrado en la ciudad de Barcelona y el Flor Natural. V Juegos Florales de la Juventud, de Ibi (1975). En este periodo comenzó a colaborar escribiendo para diferentes LLibrets de Hogueras de Alicante. 
En Alicante tuvo grandes apoyos como Vicente Ramos, Vicente Mojica, Manuel Molina, Rafael Azuar. Miguel Martínez Mena, Ángel Caffarena, Miguel Signes, María Pérez Sedaño, Laura Cantón, María Dolores Mollá, Tirso Marín Sessé, Francisco Rodríguez Aguado, entre otros.

### Formación académica
Tras acabar sus estudios de COU, en el Colegio de las Teresianas, continuó con su licenciatura en Filología Hispánica en el CEU de Alicante, dependiente de la Universidad de Valencia, finalizándolos con un expediente medio de sobresaliente. Sus primeros trabajos de investigación fueron publicados en revistas universitarias como ITEM y en la Revista del Instituto de Estudios Alicantinos. 
Años después de obtener la licenciatura, presentó su tesina sobre La comicidad en Muñoz Seca obteniendo un sobresaliente por unanimidad, y prosiguió con sus estudios de doctorado en la Universidad de Alicante y Universidad de Málaga. Para entonces ya había obtenido el Accésit al Premio Ejército de Poesía por su poemario Al compás y en 1977 fue becada por la Universidad Menéndez Pelayo de Santander para un curso de poesía.

### Vida profesional
Una vez terminada la carrera trabajó como docente en la provincia de Alicante. En 1978 aprueba las oposiciones estatales de Lengua y Literatura con el número uno de su especialidad, trasladándose a Francia para realizar sus prácticas en el Liceo Español en París. Tras este periodo volvió a España y desarrolló su labor profesional en Institutos de Enseñanza Media. En 1982, tras alzarse con la Mención de Honor de IX Concurso de Literatura, otorgado por el Ministerio de Cultura, se trasladó a Holanda en comisión de servicios. Allí desarrolló diversas funciones dentro del INBAD y las Aulas de Lengua y Cultura. Trabajó en Eindhoven, Maastricht, Amsterdam, Rotterdam y Beverwijk promoviendo diversas actividades culturales, algunas de las cuales fueron premiadas por el Ministerio de Educación. 
En 1984, se alzó con el I Premio de Poesía Ciudad de Benidorm por su trabajo Geografía de Benidorm para aprendices enamorados. En 1988 obtuvo de nuevo la Mención de Honor en el XV Concurso de Literatura, convocado por el Ministerio de Educación y al año siguiente, recibió la Ayuda a la investigación ofrecida por el Instituto de Cultura Juan Gil-Albert. 
Tras seis años en el extranjero, volvió a su ciudad natal y prosiguió con su labor docente y literaria. En 1992 obtuvo la Cátedra de Lengua y Literatura Española y en 1994 obtiene el Primer Premio Ala Delta en su V Edición, cinco años después, se le asignó una plaza en la Escuela Europea de Luxemburgo donde, durante nueve años, trabajó como Orientadora de la Sección Española, organizando numerosas actividades culturales como la creación del Grupo de Teatro, Cine-Club y Viajes Didácticos a España con grupos de alumnos de variadas nacionalidades. Allí, obtuvo el Premio del Ministerio de Educación (2005), por su propuesta Don Quijote en la radio, coincidente con el centenario de esta publicación. 
Entre 2008-2010 trabajó en la asesoría del Servicio de Inspección de la Dirección Territorial de Educación.
A lo largo de estos años ha realizado colaboraciones con músicos, pintores y poetas de la cultura alicantina en libros ilustrados, como el realizado con Morante o realizando prólogos de distintas obras.

## Periodo laboral en el extranjero

#### Francia
En el curso académico 1979-1980 realizó su año de prácticas en el Liceo Español de París.

#### Holanda
Entre 1982 y 1988 ejerció tareas directivas como Secretaría de la Extensión de INBAD de Ámsterdam y coordinadora del Aula de Lengua y Cultura de Beverwijk desde donde promovió numerosas actividades culturales, algunas premiadas por el Ministerio de Educación.

#### Luxemburgo
En 1997 se traslada a este país donde permanece nueve años en la Escuela Europea, allí organizó numerosas actividades socioculturales, incluyendo la puesta en marcha de un Grupo de Teatro Español, viajes culturales a España, publicaciones, organización de eventos y actuó como representante de la Sección Española de la Escuela Europea, colaborando en la redacción de los programas de Español Lengua Extranjera de las Escuelas Europeas elaborados en Bruselas entre 1999 y 2004.

#### Marruecos
Entre el 2010 a 2015 realizó una destacada labor como asesora técnica docente en la Consejería de Educación de la Embajada de España en Marruecos. A partir de su llegada, formó parte del equipo de redacción de las publicaciones institucionales Cuadernos de Rabat, Aljamía, y Balcón, pasando posteriormente a dirigir todas las publicaciones y siendo la creadora del boletín de noticias Balcón En ellas publicó una extensa producción literaria de la que podemos destacar: Los Romances Moriscos de Luis de Góngora, El cuento más corto del mundo, El ancho tiempo musulmán, La ciudad en Navidad, Moral y Sociedad en las Cartas Marruecas de Cadalso, Marruecos y el mundo árabe en la novela realista de Benito Pérez Galdós y Elementos árabes en la narrativa de Gabriel García Márquez.
También realizó entrevistas a diversos autores e impartió clases de máster y de doctorado, además de la formación de profesores de español, en las universidades de Fez, Rabat, Casablanca y Tetuán. También colaboró mediante actividades culturales con el Instituto Cervantes en estas ciudades. 
En su labor como formadora de profesores trabajó en ciudades como Tánger, Mequinez, Marraquech y Agadir y coordinó y elaboró material educativo, orientado a acercar la cultura española, con trabajos como:¿Molinos o gigantes? Dramatización de un episodio del Quijote, ¿El peso del tiempo, Una visión romántica del mundo árabe: los poemas “Orientales” de José Zorrilla, Premio Nobel de Literatura: Gabriela Mistral (1945) y Pablo Neruda (1971), y Un lugar mágico, entre muchas otras
En 2014 impulsó la selección y edición de Poesía joven tetuaní en español, con la colaboración de la Consejería de Educación en Marruecos y en 2015, abre en Tetuán un Centro Cultural Lerchundi, promovido por los Franciscanos.

## Actualidad cultural
Los últimos años de su vida estuvieron sembrados de actividades y premios. En 2017 recibió el Tercer premio literario (prosa) del Ateneo Blasco Ibáñez de Valencia con imposición de la Pluma de Plata de la institución en Valencia. Al año siguiente obtuvo el Premio de Ensayo Juan Valera por La naturaleza domesticada Fauna y flora en la obra literaria de Juan Valera y el Tercer premio de la Hermandad Nacional Monárquica por Retratos en romance de diez reinas de España. Por otra parte, durante dos ediciones consecutivas (2020 y 2022), ganó el premio en el Certamen Literario de Relato Corto convocado por las Bodegas Peral de Colmenar de Oreja, con los relatos: El triunfo de Baco y La última copa del viejo escritor.
Tras su jubilación, mantuvo una intensa vida cultural al frente de su fundación y en la dirección de la revista digital El Cantarano, donde editó mensualmente obras propias y ajenas en las colecciones Literal y Rara Avis Fecit. Así como, participó en actividades literarias y de difusión cultural con instituciones académicas y centros tales como el Real Liceo Casino de Alicante, el Casino de Madrid, la Sede Universitaria Ciudad de Alicante, Instituto Jovellanos de Gijón, IES Jorge Juan de Alicante y librerías de Madrid, Alicante, Córdoba y Gijón, entre muchas otras instituciones.
Se caracterizó por su generosidad, no dudando en ayudar a muchos escritores noveles a dar visibilidad a sus trabajos, prestando su apoyo incondicional en presentaciones o asesorando en las formas de publicación de las obras.

## Conservación y estudios de la obra y legado de Daniel Jiménez de Cisneros y Hervás
Como nieta del geólogo y paleontólogo ha continuado la labor que comenzó de su padre Miguel, en cuanto a la conservación, edición y difusión de la obra científica y literaria de su abuelo. En este sentido, participó en la recuperación del legado, conservado en el Instituto Jorge Juan a partir de 1988, que tuvo su realización más notable en la Exposición Viaje a través del Tiempo de 1994. Posteriormente, gestionó la cesión de la colección particular de minerales y fósiles para su estudio y posteriores tesis doctorales en la Universidad de Alicante. Ha realizado ponencias y simposios, como las intervenciones publicadas en la revista Geotemas 7 (2004): Daniel Jiménez de Cisneros a través de sus escritos. Facetas humanas de un científico y Miguel Jiménez de Cisneros y Goicoechea, heredero, conservador y estudioso de la obra de su padre, Daniel Jiménez de Cisneros.
Además, editó dos libros con textos de su abuelo: Huercal-Overa hace sesenta años. Memorias de un niño y comentarios de un viejo y Del fósil al verso, antología de la obra literaria del geólogo.
En 2019, colaboró en el catálogo titulado Daniel Jiménez de Cisneros. Centenario de sus trabajos sobre Geología y Paleontología de la Sierra de Crevillent, en un curso de verano organizado por la Universidad Miguel Hernández de Elche y fue coguionista del cómic Una vida entre fósiles.
Así mismo, prologó y copresentó la monografía del historiador Agustín Guzmán Sancho Daniel Jiménez de Cisneros en Gijón (1892-1904), publicado por el Real Instituto Jovellanos de Gijón en 2019.
Su tarea fue ardua en este sentido.

## Obra literaria
| NARRATIVA INFANTIL Y JUVENIL                    |                                                                                                  | |                                                                                                 |                     |
| Año                                             | Título                                                                                           | Información | Editorial                                                                                       | Ciudad              |
| 1994                                            | Aún quedan piratas en la costa de la muerte.                                                     | Premio Ala Delta | Edelvives                                                                                       | Madrid              |
| 1995                                            | Madre Paula, la amiga de los niños.                                                              | Biografía infantil de Paula Gil Cano | Hermanas Franciscanas de la Purísima Concepción                                                 | Murcia              |
| 1995                                            | Mi nombre en el cielo.                                                                           | Biografía infantil de Paula Gil Cano | Hermanas Franciscanas de la Purísima Concepción                                                 | Murcia              |
| 1995                                            | Vaqueros de marca.                                                                               | Literatura juvenil | Edelvives. Colección Ala Delta                                                                  | Madrid              |
| 1996                                            | Encara hi ha pirates a la Costa de la Mort.                                                      | Traducida al catalán por Jordi Vidal i Tubau | Ediciones Baula                                                                                 | Madrid              |
| 1996-2004                                       | Ainda quedan piratas na Costa da Morte.                                                          | Traducida al gallego por Xulio Cobas | Editorial Luis Vives (Edelvives)                                                                | Madrid              |
| 1997                                            | Asómate a Miró.                                                                                  | Colaboración con A. J. López Cruces y T. Rico Cutillas                                                                                                 | Fundación CAM                                                                                   | Alicante            |
| 2001-2005                                       | Oraindik barira piratak Heriotzaren itsasertzean.                                                | Traducida al vasco por José Antonio Sarasola | Editorial Ibaizabal                                                                             | Vizcaya             |
| 2005                                            | El caballero don Quijote.                                                                        | Adaptación | Edelvives en la colección Adarga                                                                | Madrid              |
| 2006                                            | Al otro lado de la esfera.                                                                       | Edelvives en la col. Alandar | Traducida al catalán por Xavier Hernández con el título A l´altra banda de l´esfera             | Madrid              |
| 2009                                            | CELÚ. La loba que se fue del clan.                                                               | Biografía de Eva Perón | Edelsa Grupo Didascalia                                                                         | Madrid              |
| 2021                                            | Aquel perfume.                                                                                   | Cincuenta cuentos | Colección Literal                                                                               | Alicante            |
|                                                 |                                                                                                  | |                                                                                                 |                     |
| POEMARIOS Y COLABORACIONES EN REVISTAS Y LIBROS |                                                                                                  | |                                                                                                 |                     |
| Año                                             | Título                                                                                           | Información | Editorial                                                                                       | Ciudad              |
| 1974                                            | Siete poemas.                                                                                    | | Revista del Instituto de Estudios Alicantinos, n.º 12                                           | Alicante            |
| 1975                                            | El fascículo Dos poemas y el poemario El canto alucinado.                                        | publicados por Ángel Caffarena | Imprenta Litoral                                                                                | Málaga              |
| 1975                                            | A lo largo del camino.                                                                           | Con prólogo de Rafael Azuar | El autor. Imprenta Peral                                                                        | Alicante            |
| 1976                                            | Este aire.                                                                                       | | Revista venezolana Árbol de Fuego (dirigida por Jean Aristeguieta)                              | Caracas (Venezuela) |
| 1977                                            | Selección de poemas en Forma Abierta.                                                            | Cuadernos de Creación e Investigación Artística | IEA de la Diputación de Alicante                                                                | Alicante            |
| 1977                                            | Con las manos alzadas.                                                                           | Con prólogo de Vicente Ramos | C.A.P.A.                                                                                        | Alicante            |
| 1978                                            | A un cuadro de la Huida a Egipto.                                                                | | Boletín de la Asociación de Belenistas. CAPA                                                    | Alicante            |
| 1979                                            | En el nombre de Jorge.                                                                           | 2 sonetos publicados en el libro colectivo Coplas a la muerte de Jorge Manrique                                                                        | Editado por la Diputación con motivo del V Centenario de Jorge Manrique                         | Palencia            |
| 1984                                            | Geografía de Benidorm para aprendices enamorados.                                                | Premio Ciudad de Benidorm, 1984 | Ayuntamiento de Benidorm-Diputación de Alicante                                                 | Alicante            |
| 1991                                            | Segovia en medio.                                                                                | Poema aparecido en septiembre de 1989 en la revista “Alcorcón gráfico” y recogido en el libro Diccionario lírico de Segovia de Luis Mínguez Orejanilla | Ayuntamiento y Diputación de Segovia                                                            | Segovia             |
| 1994                                            | Antología del aire.                                                                              | Colaboración poética | Ayuntamiento de Villanueva de la Cañada                                                         | Madrid              |
| 2000                                            | 24 Sonetos.                                                                                      | | Edición con fines solidarios a cargo de la Sección Española de la Escuela Europea de Luxemburgo | Luxemburgo          |
| 2008                                            | Del fósil al verso.                                                                              | | Ayuntamiento de Caravaca                                                                        | Murcia              |
| 2009                                            | Aquella luz, aquellas sombras & 24 Sonetos.                                                      | Instituto Juan Gil-Albert | Diputación de Alicante.                                                                         | Alicante            |
| 2014                                            | La huella de tu olvido.                                                                          | | Editorial Sunya                                                                                 | Alicante            |
| 2018                                            | Veleidades.                                                                                      | | Ateneo Blasco Ibáñez de Valencia                                                                | Valencia            |
| 2018                                            | Dos poemas de verano en invierno: Desde la terraza y Los sueños de Quevedo en la cárcel de León. | libro colectivo Algo que decir XLV | Ateneo Blasco Ibáñez                                                                            | Valencia            |
| 2019                                            | Tetralogía de sonetos. Cuatro sonetos.                                                           | Homenaje al doctor Balmis y su expedición de la vacuna contra la viruela                                                                               | Diversos eventos                                                                                | Alicante            |
| 2019                                            | Arteria:23.                                                                                      | Miguel Ángel Real (Colaborador) | Libros del Misisipi                                                                             | Madrid              |
|                                                 |                                                                                                  | |                                                                                                 |                     |
| PROSA                                           |                                                                                                  | |                                                                                                 |                     |
| Año                                             | Título                                                                                           | Información | Editorial                                                                                       | Ciudad              |
| 1974                                            | Aún sigue lloviendo.                                                                             | Seleccionado en el Premio de narraciones La Verdad | Publicado en el volumen Narraciones españolas de ciencia ficción. Editorial Marte               | Barcelona           |
| 2001                                            | ¿Qué es un cuento?.                                                                              | Introducción a Nuestros cuentos | Sección Española de la Escuela Europea de Luxemburgo                                            | Luxemburgo          |
| 2005                                            | El gobernador González de Quijano, un Quijote en la España romántica.                            | Colaboración en Otros Quijotes | Sección Española de la Escuela Europea de Luxemburgo. Edición con fines solidarios              | Luxemburgo          |
| 2010                                            | Desnudo con mariposas.                                                                           | Relatos Urbanos 2010 | ECU                                                                                             | Alicante            |
| 2017                                            | Nochebuena con una bola de cristal y nieve.                                                      | Concurso de Cuentos de Navidad. Primer Premio Categoría Adultos                                                                                        | Centros de la Red Municipal de Bibliotecas de Alicante. (Biblioteca Benalúa)                    | Alicante            |
| 2018                                            | Ceuta, 24 de mayo 1857.                                                                          | Relato histórico en Relatos desde la Biblioteca. Edición conmemorativa del Día del Libro 2018                                                          | Biblioteca Pública Adolfo Suárez de Ceuta                                                       | Ceuta               |
|                                                 |                                                                                                  | |                                                                                                 |                     |
| MATERIAL DIDÁCTICO E INVESTIGACIÓN              |                                                                                                  | |                                                                                                 |                     |
| Año                                             | Título                                                                                           | Información | Editorial                                                                                       | Ciudad              |
| 1977                                            | Alfonso X en los versos de poetas coetáneos.                                                     | ITEM: Revista de Ciencias Humanas | CEU                                                                                             | Alicante            |
| 1980                                            | Aproximación a las Cantigas Profanas de Alfonso X el Sabio.                                      | | Revista del Instituto de Estudios Alicantinos                                                   | Alicante            |
| 1990                                            | Nuevos modelos narrativos: En busca del tiempo perdido de Marcel Proust.                         | Materiales didácticos para Literatura Universal | Consellería de educación                                                                        | Valencia            |
| 2002                                            | Méthode de français 1. Rythmes Jeunes Plus. Cahier d exercices.                                  | VVAA | SM Ediciones                                                                                    | Madrid              |
| 2008                                            | Grandes personajes de la Historia:El Cid.                                                        | El héroe castellano: nivel 1 | Edelsa Grupo Didascalia                                                                         | Madrid              |
| 2008                                            | Grandes personajes de la Historia: El sueño de Cristóbal.                                        | Biografía de Cristóbal Colón | Edelsa Grupo Didascalia                                                                         | Madrid              |
| 2009                                            | Grandes personajes de la Historia:El Héroe castellano.                                           | Biografía de Rodrigo Díaz de Vivar | Edelsa Grupo Didascalia                                                                         | Madrid              |
| 2009                                            | Grandes personajes de la Historia:La reina católica.                                             | Biografía de Isabel de Castilla | Edelsa Grupo Didascalia                                                                         | Madrid              |
| 2009                                            | Grandes personajes de la Historia:El manco de Lepanto.                                           | Biografía de Miguel de Cervantes | Edelsa Grupo Didascalia                                                                         | Madrid              |
| 2009                                            | Grandes personajes de la Historia:El secreto de una mirada.                                      | Biografía de Diego Velázquez | Edelsa Grupo Didascalia                                                                         | Madrid              |
| 2009                                            | Grandes personajes de la Historia:Retrato de una época.                                          | Biografía de Francisco de Goya | Edelsa Grupo Didascalia                                                                         | Madrid              |
| 2009                                            | Grandes personajes de la Historia:El trágico destino de un poeta.                                | Biografía de F. García Lorca | Edelsa Grupo Didascalia                                                                         | Madrid              |
| 2009                                            | Grandes personajes de la Historia:No llores por mí, Argentina.                                   | Biografía de Eva Perón | Edelsa Grupo Didascalia                                                                         | Madrid              |